# شهرستان لاییوان
شهرستان لاییوان (به لاتین: Laiyuan County) یک منطقهٔ مسکونی در چین است که در بائودینگ واقع شده‌است. شهرستان لاییوان ۲٬۴۳۰ کیلومتر مربع مساحت و ۲۷۰٬۰۰۰ نفر جمعیت دارد و ۸۵۹ متر بالاتر از سطح دریا واقع شده‌است.